# Gypsy Abbott
Gypsy Abbott (Atlanta, Georgia, 31 de enero de 1896-Hollywood, California, 25 de julio de 1952) fue una actriz estadounidense de la época del cine mudo.

## Carrera
Gypsy se inició en el cine mudo con la compañía de actores de Edward Hugh Sothern. Luego actuó en la obra «Little Johnny Jones» junto a Flora Belle Fry, producción de George M. Cohan. A partir de allí actuó en más de treinta películas. Estuvo casada con el director de cine Henry King.
Sus restos yacen en el cementerio Holy Cross de Culver City, California.

## Filmografía

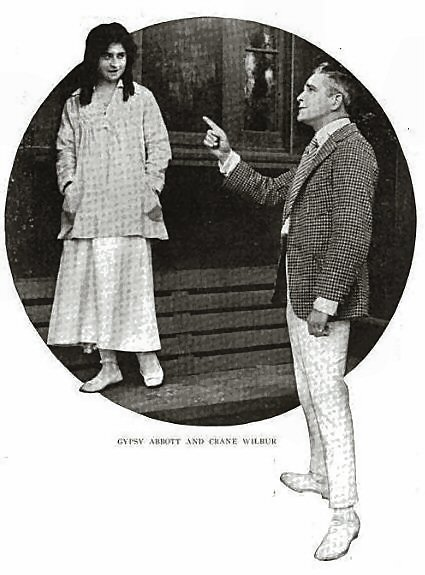
Gypsy Abbott y Crane Wilbur en “Vengeance is Mine” (1916)

- The Path of Sorrow (1913)
- Called Back (1914)
- The Key to Yesterday (1914)
- The Man Who Could Not Lose (1914)
- Who Pays? (1915)
- Beulah (1915)
- For the Commonwealth (1915)
- Letters Entangled (1915)
- The Fruit of Folly (1915)
- Vengeance Is Mine (1916)
- For Ten Thousand Bucks (1916)
- Bungling Bill's Dress Suit (1916)
- Some Liars (1916)
- Her Luckless Scheme (1916)
- Going to the Dogs (1916)
- Rolling to Ruin (1916)
- Paste and Politics (1916)
- A Touch of High Life (1916)
- Her Painted Pedigree (1916)
- Bungling Bill's Bow-Wow (1916)
- Lost, Strayed or Stolen (1916)
- With or Without (1916)
- The Wicked City (1916)
- Shot in the Fracas (1916)
- Jealous Jolts (1916)
- A Lislebank(1917)
- A Circus Cyclone (1917)
- The Musical Marvel (1917)
- The Butcher's Nightmare (1917)
- A Studio Stampede (1917)
- His Bogus Boast (1917)
- When Ben Bolted (1917)
- Lorelei of the Sea (1917)